# Надвојвоткињa Елеонорa од Аустрије
Надвојвоткиња Елеонора од Аустрије (Беч, 2. новембар 1534 — Мантова, 5. август 1594) била је војвоткиња од Мантове из брака са Вилијамом I, војводом од Мантове. Била је ћерка Фердинанда I, цара Светог римског царства и царице Ане од Чешке и Угарске.

## Живот
Елеонора је била осмо дете и шеста ћерка од петнаесторо деце краља Фердинанда од Чешке и Угарске (пре његовог ступања на трон цара Светог римског царства) и његове супруге краљице Ане од Чешке и Угарске. Била је сестра Јохане од Аустрије, која се удала за Франческа I де Медичија, чиме је Елеонора постала тетка Марије де Медичи, краљице Француске.

### Живот у Мантови
Удала се за Вилијама I, војводу од Мантове 26. априла 1561. године.
Са око пет година, Елеонорина ћерка Ана Катарина се тешко разболела и умало није умрла. Добила је високу температуру, а екстремитети су јој почели да отичу. Две године је била болесна. Коначно су се војвоткиња Елеонора и војвода Вилијам I обратили Богородици Марији дубоком молитвом, обећавајући да ће одгајати Ану као дете Марије ако преживи. Убрзо је Ана поново постала здрава. војвоткиња Еленор и војвода Вилијам I испричали су својој ћерки о интервенцији Девице Марије у њено име и обећању које су дали. Од тада војвоткиња је Елеонора образовала и водила Ану Катарину у неговању оданости Богородици Марији. Ана Катарина је током детињства показивала доследан осећај побожности.
Војвоткиња Елеонора је умрла 5. августа 1594. године, у 59. години, била је удовица од 1587. године када јој је умро муж. Била је једно од последње деце цара Фердинанда I и царице Ане која је жива у то време, једини рођак која је жив у време њене смрти био је њен брат Фердинанд II, надвојвода Аустрије који је умро само годину дана касније.

## Деца
Војвода Вилијам I Гонзага и војвоткиња Елеонора Хабзбург су имали неколико деце:
- Винсент I, војвода од Мантове (21. септембар 1562 – 9. фебруар 1612). Ожењен Елеонором Медичи (Елеонорина сестричина).
- Маргарита Гонзага (27. мај 1564 – 6. јануар 1618). Удата за Алфонса II д'Естеа.
- Ана Катарина Гонзага (17. јануар 1566 — 3. август 1621). Удала се за свог ујака Фердинанда II, надвојводу Аустрије.